# 총각김치 (영화)
《총각김치》는 한국에서 제작된 장일호 감독의 1964년 영화이다. 강신성일 등이 주연으로 출연하였고 주동진 등이 제작에 참여하였다.

## 출연

### 주연
- 강신성일
- 엄앵란
- 최지희

## 기타
- 조명: 윤창화
- 미술: 홍성칠